# Seulski trg
Seulski trg (korejsko 서울광장) je osrednji trg pred Seulsko mestno hišo v Taepjongnu, okrožje Džung, Seul, Južna Koreja. Ponovno ga je 1. maja 2004 odprla mestna vlada Seula z namenom, da bi javnosti zagotovila odprt prostor. Je del mestnih načrtov za okolju prijazne projekte prenove, kot sta potok Čongje in trg Gvanghvamun.

## Opis
Na tem mestu je bil prvotno prometni trg s 40 let staro fontano, ki je bila porušena, bližnji prostor pa prenovljen. Seulski trg ima eliptične oblike in pokriva skupno 3995 pjongov (13.207 m2) ter 1904 pjongov (6294 m2) travnate površine. Okoli travnate površine je bil nameščen podzemni rezervoar za vodo in 48 luči. Podzemni rezervoar shranjuje deževnico za uporabo v škropilnikih na trati.
Trg je bil prizorišče protestov proti uvozu ameriške govedine v Južno Korejo in festivala korejske queer kulture. 
Trg je bil tudi štartna črta dirke The Amazing Race Australia 4.

## Administracija
Od 1. junija 2011 je seulska metropolitanska vlada trg skupaj s trgom Gvanghvamun označila za coni brez kajenja. Kadilci se v primeru kršitve kaznujejo z globo 100.000 ₩.
Vsako zimo od leta 2004 je na trgu od sredine decembra do februarja naslednje leto drsališče na prostem, nato pa ga nadomesti zelena trata, fontana pa ponovno deluje.